# Gephyroberyx darwinii
El reloj de Darwin es la especie Gephyroberyx darwinii, un pez marino de la familia traquictíidos, ampliamente distribuida por la mayor parte del océano Atlántico, mar Caribe, océano Índico y la parte oeste del océano Pacífico.

## Anatomía
La longitud máxima que normalmente alcanzan es de unos 45 cm, aunque se ha descrito una captura de 60 cm. Tiene 7 u 8 espinas en la aleta dorsal con una docena de radios blandos, mientras que en la aleta anal tiene 3 espinas y otra docena de blandos. La cabeza con un perfil cóncavo en la frente y con grandes cavidades mucosas cubiertas por piel dura, la boca grande y oblicua; opérculo y preopérculo cada uno con una espina fuerte y grande, cuerpo profundo; quilla ventral con 10 a 14 escudos muy robustos; aleta caudal bifurcada pero redondeada. El color de la cabeza y el cuerpo es rosa oscuro, los costados con tinte plateado, aletas rojas, la lengua y la cavidad de las agallas negruzcas; paladar blanco a rojo.

## Hábitat y biología
Es un pez bentopelágico que vive en mares subtropicales entre los 9 y 1210 metros de profundidad, aunque normalmente se encuentra en aguas profundas entre 200 y 500 metros.
Vive cerca de o pegado al fondo de la parte superior del talud continental, donde prefiere sustratos duros. Los ejemplares jóvenes se alimentan de pequeños camarones y peces. A pesar de ser una especie de aguas profundas, los jóvenes se encuentran siempre cerca de la costa a poca profundidad.

## Importancia para el hombre
Se pesca y es una especie comercial, que se encuentra fresca en los mercados, aunque tiene un precio bajo. En los países de la costa este-central del océano Atlántico se utiliza como fuente de harina de pescado y fuente de aceite para la alimentación.